# Yin Xu
Yinxu (chineză: 殷墟; literal: „Ruinele din Yin”) este locul uneia dintre capitalele istorice antice și majore ale Chinei. Este sursa descoperirii arheologice a oaselor oracolului și a scriptului osului oracolului, care a dus la identificarea celei mai vechi scrieri chinezești cunoscute. Resturile arheologice (sau ruinele) cunoscute sub numele de Yinxu reprezintă orașul antic Yin, ultima capitală a dinastiei Shang din China, care a existat de-a lungul a opt generații timp de 255 de ani și prin domnia a 12 regi. Yinxu a fost descoperit sau redescoperit în 1899. Acum este unul dintre cele mai vechi și mai mari situri arheologice din China și a fost selectat ca sit al Patrimoniului Mondial UNESCO. Yinxu este situat în cea mai nordică provincie Henan, lângă orașul modern Annyang și în apropierea granițelor provinciei Hebei și Shanxi. Accesul public la site este permis.

## Studii genetice
Un studiu al ADN-ului mitocondrial (moștenit în linia maternă) din mormintele Yinxu a arătat similitudine cu chineza Han nordică modernă, dar diferențe semnificative față de chineza Han sudică.